# エジプト第12王朝
エジプト第12王朝（エジプトだい12おうちょう、紀元前1991年頃 - 紀元前1782年頃）は、エジプト中王国時代の古代エジプト王朝。第1中間期を終わらせた第11王朝に継続する政権であった。その終了を以てエジプト第2中間期の始まりとする見解がある。

## 歴史

### 成立

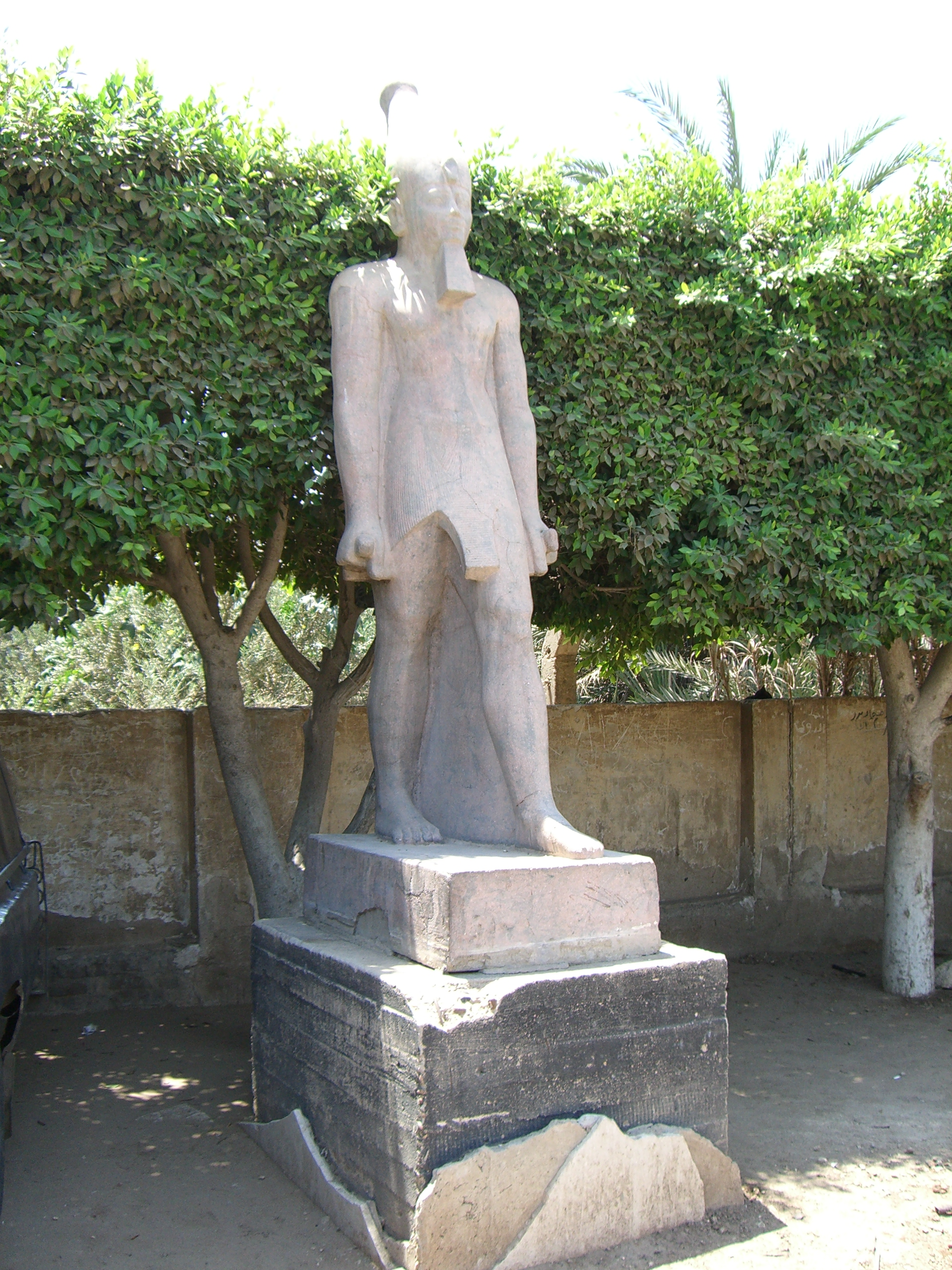
ヘリオポリスに残るセンウセルト1世像

第12王朝の初代王はアメンエムハト1世である。第11王朝最後の王メンチュヘテプ4世の治世第2年に王のための石棺の材料を得るために派遣された遠征隊の司令官の名前が宰相のアメンエムハトであることから、このアメンエムハトとアメンエムハト1世が同一人物であり、クーデターによって王位を簒奪したのであろうと言われている。『ネフェルティの予言』と呼ばれる文書によればアメンエムハト1世は上エジプト第1県の出身であったとされる。エレファンティネを首都とするこの州の厳密な境界ははっきりしないが、南はヌビアであるためアメンエムハト1世にヌビア人の血が入っているという説も存在する。
果てしない混乱の続いた第1中間期の終焉は人々の間に「救世主」によって救われたのだという観念を生み出した。こうした風潮を利用した第12王朝の王達は、先行した第11王朝の統一事業を無視し、文学作品を通じて統一者、救済者であるのはアメンエムハト1世であると言う政治宣伝を繰り広げた。
『ネフェルティの予言』は理想化された過去の時代である古王国時代の第4王朝を舞台にして神官ネフェルティがスネフェル王に予言を聞かせるという形式の文書である。この文書によればネフェルティはスネフェル王の求めに応じて、全土が混乱と掠奪に晒されることや下エジプト（ナイル川デルタ地方）へのアジア人の侵入のあることを語った。そしてその混乱状態を救済する者として、アメンエムハト1世が登場するとし、しかもそれを数百年以上前に予言されていたこととすることで信頼性を得ようと試みている。

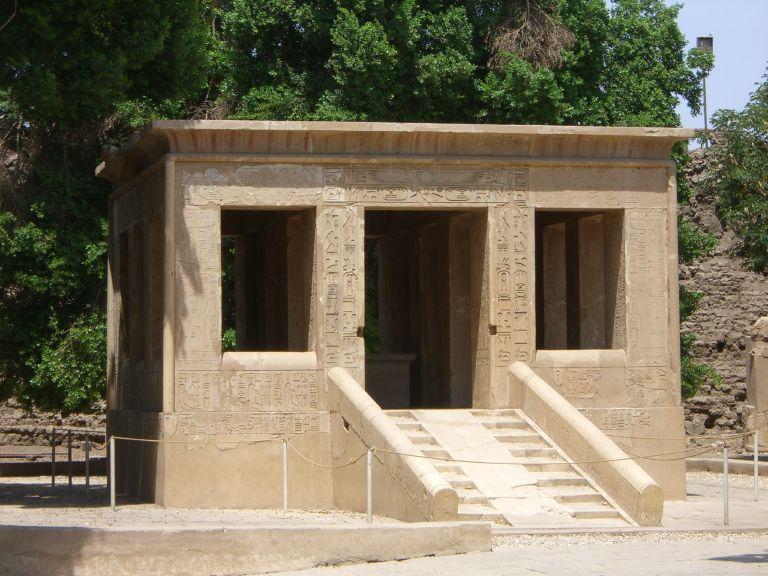
センウセルト1世が建設した小聖堂。センウセルト1世の建てた建造物で現存する例は少ない。この建物は解体されて別の建物に転用されていたが、それを回収して再建された。

正統性を確保するため、また戦略的な理由から、首都がテーベ（古代エジプト語：ネウト、現在のルクソール）から古王国時代の首都メンフィスのそばに建設したイチ・タウィへと遷された。「二つの土地の征服者」と言う意味の名を持つこの新首都は、正確な位置が未だ不明なままである。そして近郊のエル・リシュトにピラミッド複合体の建設を行い、旧秩序の復活者としての立場を明確なものとしていった。更にアメンエムハト1世は第11王朝時代に任命されていた州侯を罷免し、王室に敵対的であるとして排除された有力者の地位を復活させた。これはアメンエムハト1世の即位が第11王朝の政策に不満を持つ有力者の支持を背景としたものであったためである。しかし、家臣が強大な権力を持つことは王権の側からは好ましいことであるはずも無く、第12王朝の歴代王は長期的には州侯などの権力を削いでいく方針を持って統治に当たった。そして息子のセンウセレト1世がアメンエムハト1世によって共同統治者に任命された。これによって王位継承を確かな物にしようとしたのであるが、これは後に大きな効果を発揮した。アメンエムハト1世が国内基盤の整備に力を注ぐ一方で、センウセルト1世は対外遠征を取り仕切り、シナイ半島やリビア人への遠征を行った。
アメンエムハト1世は、治世第30年（紀元前1962年頃）に衛兵によって暗殺された。『シヌヘの物語』と呼ばれる文学作品の記述を信ずるならば、その時共同統治者センウセルト1世はリビア人に対する遠征に勝利して帰還する途上であったが、父王暗殺の報を受けると軍隊を残し、少数の従者と共に急ぎ首都に帰還した。そして恐らくアメンエムハト1世暗殺によって王位を得ようとした別の王子を殺害し、混乱を素早く収集して王位を保持することに成功した。共同統治者を置いたことが王位簒奪の防止に有効であることが実例を持って証明され、以後第12王朝では代々共同統治者が置かれ続けた。
センウセルト1世は父王の政策を受け継いで国内の基盤整備に尽力した。南方のヌビアへの遠征が行われ、第2急湍を越えて進軍して当時ケルマを中心に繁栄していたクシュを征服したことで重要な金鉱が確保され、騒乱に対応するために少なくても13の要塞を南部に建設した。彼は各地で熱心に建築事業を行い、現在でもエジプトの全域からセンウセルト1世にまつわる遺跡が残されている。中でも治世第30年に建設されたオベリスクは立った状態のまま現存するものとしては最古のものである。センウセルト1世は晩年、息子のアメンエムハト2世を共同統治者に任命した。これによって大きな混乱も無く紀元前1926年頃のセンウセルト1世の死去に伴いアメンエムハト2世の治世が訪れた。
アメンエムハト2世と続くセンウセレト2世のあわせて50年余りにも及ぶ時代は安定した平和が継続していた。活発な建築活動が継続して行われており、また食糧生産の増加を目指して農地開発が行われた。センウセルト2世の時代に大規模な干拓工事がファイユームで着工された。ファイユームは当時ナイル川の水が流れ込んで作った湿地帯が広がり、農耕の困難な土地であったが、大規模な堤防を築くことでナイル川からの水の流入を防ぐことが試された。この大工事は彼の後継者センウセレト3世の治世を経て、その次のアメンエムハト3世の時代までかけて達成され、ファイユームはエジプト有数の穀倉地帯となった。

### 国家制度の完成と最盛期

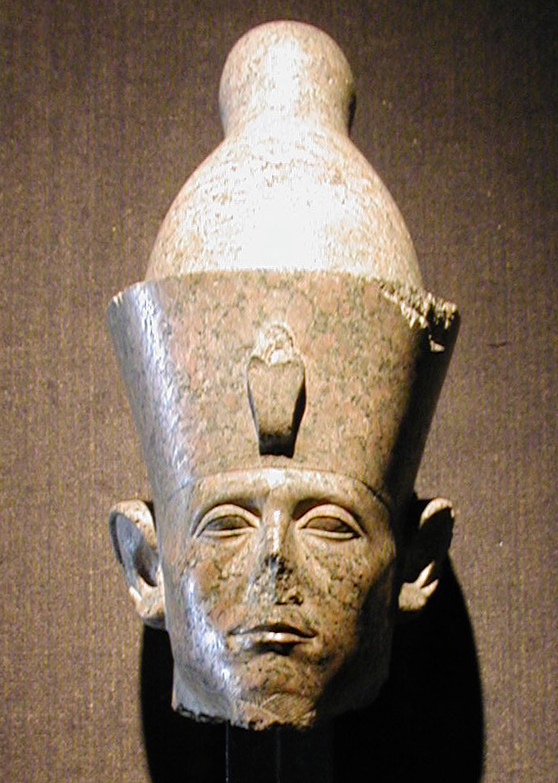
センウセルト3世像

センウセルト3世は紀元前1878年頃即位した。センウセルト3世の時代には、各地の州侯達の力が再び王権を凌駕しかねないほどに強くなっていたが、彼はこれに対抗するために全国土を北、南、最南の三つに分割し、おのおのに高官会議を設置して州侯を統制するという制度を築いて内政の安定を実現した。彼の治世の間に各地の州侯が建設する墓などは目立って縮小、減少しており、弱体化は明らかである。更に特定の役人に権力が集中するのを防ぐために、一つの事項を決定する際に必ず複数部門が関与する方式を取った。そして南方のヌビアに対する支配を更に広げるべく数次にわたるヌビア遠征が行われた。これらの遠征は成功のうちに終わり、センウセルト3世は自らの勝利を碑文で高らかに謳い上げている。
彼の南方に対する関心は建築面でも現れ、かつて古王国時代に作られた運河の改修工事を行い、征服地の境界を示すための記念碑を建てた。更に自分の子孫達に対し、征服した領土を守るべく訓告を残した。
このセンウセルト3世が紀元前1841年に死去すると、前年に共同統治者に任じられていたアメンエムハト3世が即位した。アメンエムハト3世の治世は第12王朝の繁栄の絶頂期であった。上述のファイユムにおける干拓事業が完成したのは彼の時代であり、農業生産は飛躍的に増大した。アメンエムハト3世の記念物はシナイ半島方面に多く見つかっており、エジプト本国には少ないがその理由は定かではない。彼が建設した巨大な葬祭殿はクレタ島のクノッソス宮殿とよく比較され「本物のラビリントス」などと形容された。このような大規模な建築は当時の経済的繁栄を伝えるものである。

### 第12王朝の終焉
アメンエムハト3世の死後、第12王朝の王権は急速に不安定になった。次の王とされるアメンエムハト4世についての記録はほとんどなく、彼は単に共同統治者であったのであって単独で統治したことはなかったのかもしれない。アメンエムハト4世が短期間で死去すると、王妃セベクネフェルが政権を握り、後に正式に王として即位して女王となった。しかし彼女についての記録も乏しく、間もなく第13王朝へと政権は移行した。女性が王となるという事態は当時としてはやはり特異なことであり、王位継承に関して何らかの問題があったことが伺われる。しかし、第13王朝への交代はそれほど大きな混乱は伴わなかったらしく、第12王朝によって確立された国家制度は第13王朝に引き継がれた。その年代は紀元前1782年頃であった。

### 遺構

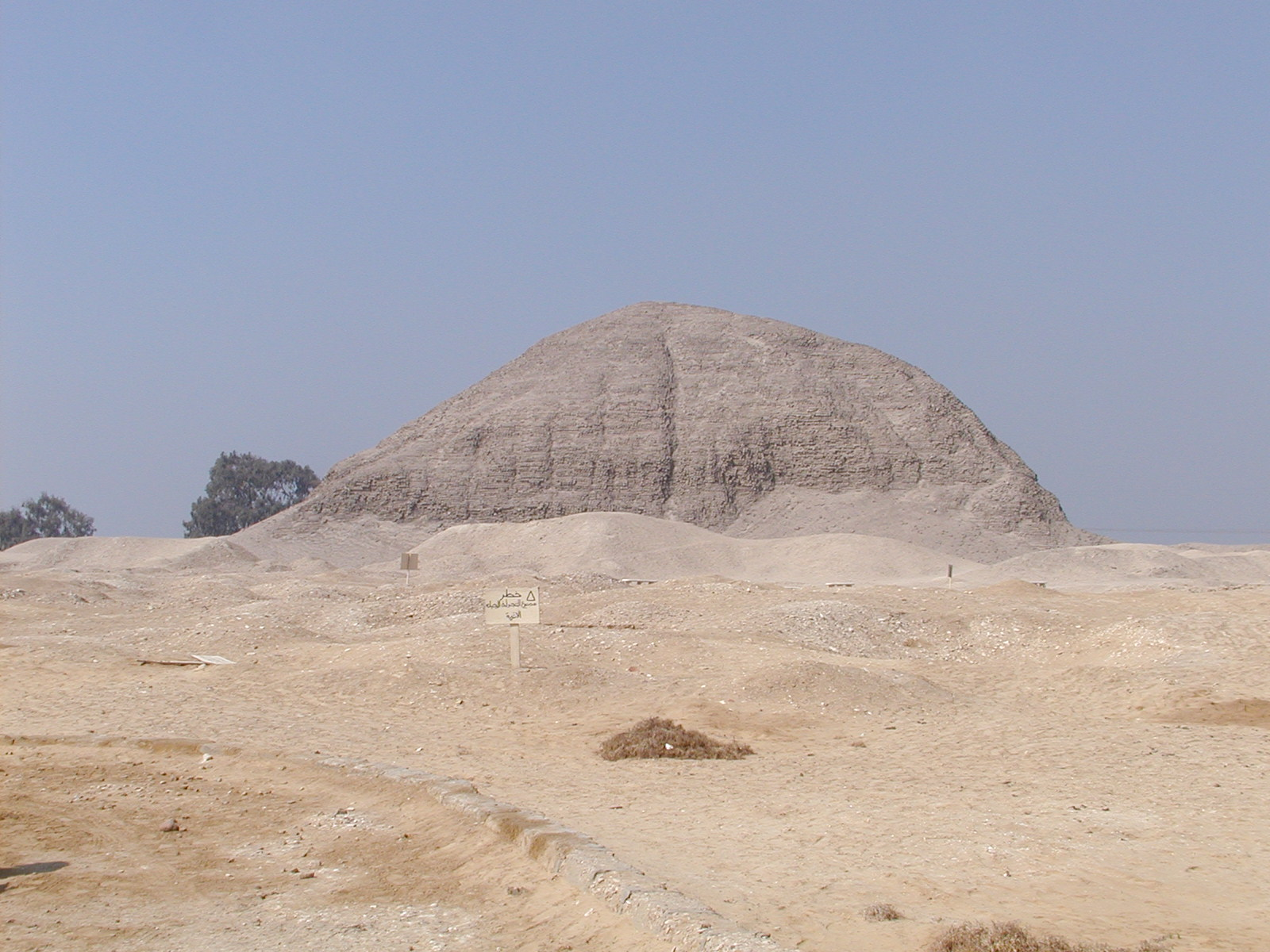
ファイユームに残るアメンエムハト3世のピラミッド跡

第12王朝時代には、古王国時代以来のピラミッド建設が復活した。首都となったイチ・タウィの近郊エル・リシュトを中心にピラミッド建設が行われた。これを建設するための建材としてギーザやサッカラ、ダハシュールなどの既存建造物の建材が大量に再利用されている。
第12王朝で建設されたピラミッドの中には古王国時代末期のものより大きなものもあったが、建造物としての構造はかつてのピラミッド群と比較した場合、粗雑そのものであった。ピラミッドは切石で作った隔壁の間を粗石や日干し煉瓦で埋め、外装の石灰岩で覆うという形式で建てられた。皮肉にも彼らがそうしたのと同じように、ピラミッドの外装用石灰岩は後世に別の建造物を作るために盗み取られた。そして内部構造の粗雑さ故に外装を失ったピラミッドは瞬く間に崩壊した。このため第12王朝時代のピラミッドは今ではほとんど原型をとどめておらず、遠目には単なる土山にしか見えないものが大半である。
大型の王墓も造営されたが多くは盗掘を受けている。センウセルト2世やセンウセルト3世は盗掘を回避するために自らの王墓の入り口を隠した。アメンエムハト3世の墓に至っては迷路や落とし戸、スライド式のパネル、隠し部屋などが設けられ、埋葬後には墓が埋められた。しかしその巨大さの故に彼らの墓泥棒対策も無駄な努力であった。ただし王妃などの墓の中には一部の副葬品が残されたままであるものも発見されており、黄金や宝石で飾られた美しいアクセサリーが発見されている。代表的なものはセンウセルト3世の王妃メリレトの墓や、彼の妹サート・ハトホルの墓である。数多く作られた要塞の遺跡はいくつも発見されており、当時の軍事技術などを知ることができる。

## 歴代王
第12王朝では、前王の存命中に共同統治者として後継者を即位させるのが慣習となっていた。以下に示す王の在位年は、共同統治者として即位した年から始めているため、年代が重複する。
| ホルス名           | 即位名           | 誕生名            | マネトによる王名 | 在位          | 備考                                                         |
| ------------------ | ---------------- | ----------------- | ---------------- | ------------- | ------------------------------------------------------------ |
| セヘテプイブタウィ | セヘテプイブラー | アメンエムハト1世 | アンメネメス     | 前1991-前1962 | 第11王朝時代の宰相アメンエムハトと同一人物と言う見解がある。 |
| アンクメスト       | ケペルカラー     | センウセレト1世   | セソンコシス     | 前1971-前1926 |                                                              |
| ヘケネムマート     | ネブカウラー     | アメンエムハト2世 | アンマネメス     | 前1929-前1895 |                                                              |
| セシェムタウィ     | カーケペルラー   | センウセレト2世   | セソストリス     | 前1897-前1878 |                                                              |
| ネチェルケペル     | カーカウラー     | センウセレト3世   | ラカレス         | 前1878-前1841 |                                                              |
| アーバウ           | ニマートラー     | アメンエムハト3世 | アメレス         | 前1842-前1797 |                                                              |
| ケペルケペルウ     | マーケルウラー   | アメンエムハト4世 | アンメネメス     | 前1798-前1786 |                                                              |
| メリトラー         | セベクカラー     | セベクネフェル    | スケミオフリス   | 前1785-前1782 | 女王。アメンエムハト3世の娘。                                |